# Alp-Tigin (Damaskus)
Alp-Tigin oder Alp-Tegin (arabisch ألب تكين ‚„der mutige Prinz“‘) war ein türkischstämmiger Militärführer des 10. Jahrhunderts, der nach erfolglosen Kämpfen gegen die Buyiden in Iran Ende Januar 975 mit 300 gepanzerten Reitern nach Westen zog, wo er in Homs in die Dienste des Hamdaniden-Emirs Sad ad-Daula Abu l-Maali Scharif b. Ali trat. Der Emir von Aleppo belehnte ihn mit den Städten Maarrat Misrin, Maarrat an-Numan und Kafr Tab. Um Syrien stritten sich zu dieser Zeit das Byzantinische Reich, die Fatimiden und die Abbasiden (bzw. deren Militärführer), sodass es hier immer wieder zu Auseinandersetzungen kam, in die lokale Kräfte einbezogen waren. Bald darauf erhielt Alp-Tigin vom Führer der damaszener Jugendmilizen, Ibn al-Maward, auch die Herrschaft über die Stadt Damaskus übertragen. Mitte Mai 975 kam Alp-Tigin mit seiner Truppe vor der Stadt an. Daraufhin trat die Obrigkeit der Stadt mit ihm in Verhandlungen, an deren Ende sie ihm die Herrschaft über Damaskus anbot und von ihm forderte, dass er die lose bestehende Oberherrschaft der Fatimiden breche und zudem die Jugendmilizen der Stadt unter al-Maward entmachte. Die fatimidischen Truppen zogen sich bei Erhalt der Nachricht von seinem Kommen in die Biqa-Ebene zurück. Alp-Tigin nahm das Angebot der Notablen an und zog mit seinen Truppen in Damaskus ein. In der folgenden Zeit versuchte er die Milizen zu entmachten und sorgte für die Sicherheit der Stadt und ihrer Umgebung gegenüber den Uqail-Beduinen, deren Führer Zalim ihm die Stadt Baalbek abtreten musste.
Baalbek wurde jedoch schon am 29. Mai 975 von byzantinischen Truppen unter Befehl des Kaisers Johannes Tzimiskes besetzt. Da seine Herrschaft in der Stadt noch nicht gefestigt war, trat Alp-Tigin gemeinsam mit dem Milizenführer al-Maward in Verhandlungen mit dem Kaiser. Er bezichtigte al-Maward, ein Hindernis für eine Übereinkunft zu sein. Johannes Tzimiskes ließ diesen daraufhin festnehmen. Alp-Tigin wurde vom Kaiser zur Zahlung eines Tributs verpflichtet. Die Angaben hierzu schwanken unter den Chronisten. Johannes von Antiocheia berichtet, die Notabeln von Damaskus hätten sich in einer Art Kapitulationsurkunde zur Zahlung von 60000 Dinar jährlich und zur Stellung von Geiseln verpflichtet, beides sei aber später fallengelassen worden; wohingegen die muslimischen Quellen von einer einmaligen Zahlung von 30000 Dinar berichten, mit der der Abzug des Kaisers erkauft worden sei. Damaskus sei nicht unter die Oberhoheit des Kaisers gestellt worden. Die persönlichen Kontakte zwischen dem Kaiser und Alp-Tigin waren freundschaftlich. Der Kaiser soll besonders von Alp-Tigins Reitkünsten beeindruckt gewesen sein. Um die Milizen unter Kontrolle zu bekommen, arrangierte sich Alp-Tigin mit deren neuem Anführer Qassam. Über ihn als Mittler ließ er ihnen Geldzahlungen zukommen.
Die größte Bedrohung für die Herrschaft Alp-Tigins in Damaskus stellten nunmehr die Fatimiden von Kairo da, gegen die er sich mit den Qarmaten, die mit den Fatimiden verfeindet waren, verbündete. Zu Beginn des Jahres 976 rüstete er ihre in Damaskus eintreffenden Truppen mit Waffen und Pferden aus. Während die Qarmaten in den Krieg nach Süden zogen, gelang Alp-Tigin die Eroberung der Städte Sidon, Tyros und Akkon. Die Qarmaten zogen sich jedoch nach Kämpfen mit dem fatimidischen General Dschauhar nach Ostarabien zurück. Nur wenige unterstützten Alp-Tigin im Folgenden. Dschauhar gelangte an der Spitze eines 20000 Mann starken Heeres am 22. Juli 976 nach Damaskus, vor dessen Mauern er ein befestigtes Lager errichten ließ. Wegen Versorgungsengpässen und dem erneuten Aufmarsch der Qarmaten unter al-Hasan al-Asam zog sich Dschauhar nach ar-Ramla und dann nach Askalon zurück, wo ihn die Qarmaten und die Truppen Alp-Tigins in einer dreitägigen Schlacht vernichtend besiegten. In der Folge wurde er in Damaskus belagert. Nach einem Jahr und drei Monaten gab Dschauhar sich geschlagen und erreichte seinen Abzug gegen Zahlung eines Entgelts im März 978. Johannes von Antiocheia behauptet, Dschauhar habe Alp-Tigin zugestanden, Syrien künftig im Namen der Fatimiden zu regieren, doch wird diese Auskunft von modernen Autoren angezweifelt.
Der fatimidische Kalif al-ʿAzīz ließ seinen erfolglosen Heerführer entmachten und führte im Frühsommer desselben Jahres selbst eine Armee nach Syrien. Alp-Tigin erhielt währenddessen Unterstützung von geflohenen Buyiden-Prinzen, die eine dailamitische Söldnerarmee befehligten, welche fortan Alp-Tigins Truppen verstärkte. Am 15. August 978 kam es am Mühlenfluss (Nahr at-Tawahin) zu einer schnellen Niederlage der Truppen Alp-Tigins gegen die Fatimiden. Er selbst wurde auf der Flucht gefangen genommen und im Oktober 978 im Gefolge des Kalifen nach Kairo verbracht. Nach seiner Gefangennahme wurde Alp-Tigin jedoch – wohl aufgrund seines ritterlichen Habitus’ – ehrenvoll behandelt und in den Dienst des Kalifen aufgenommen. Seine Armee aus Dailamiten und Türken überließ er den Fatimiden.